# Omar Metioui
Omar Metioui (arabe: عمر المتيوي), né à Tanger en 1962, est un joueur de 'oud, le luth arabe et un musicologue de la musique arabo-andalouse.

## Biographie
Omar Metioui étudie au Conservatoire de Tanger la musique arabo-andalouse, le 'oud (luth) et le solfège. En 1976, il rejoint l'orchestre de musique l-'Arbî Siyyâr de Tanger sous la direction de maître l-'Arbî l-Mrâbet. 
De 1987 à 1994, il intègre l'Orchestre du Conservatoire de Tanger dirigé par maître Ahmed Zaytûnî. En 1994, il crée l’Ensemble Ibn Báya (مجموعة ابن باجة), un groupe hispano-marocain de musique ancienne, avec Eduardo Paniagua,. En 1995, chargé par le « Centre de Documentation Musicale de L’Andalousie » de Grenade, il entreprend la transcription et translittération de nûba al-Istihlâl. En 1997, il fonde le groupe de musique soufi, "Al-Shushtari et l’Ensemble Omar Metioui de musique traditionnelle".
En 2004 il crée à Tanger l'association « Confluences Musicales » qui travaille sur plusieurs axes. Organisation de "tarab tanger", festival des musiques traditionnelles du monde, depuis 2009. Création, avec Carlos Paniagua, du "'ûd ramal", en 2010. 
En 2005, il forme un ensemble avec Begoña Olavide, musicienne espagnole de renommée internationale. Il donne des concerts en Europe,, en Asie (Japon, Iran) et dans le monde arabe. Il donne des conférences et dirige des ateliers de musique, notamment dans les pays du Maghreb, en Espagne, en France et en Belgique (où il obtient son diplôme de Docteur en pharmacie en 1987 à l'Université libre de Bruxelles).
Sa discographie connaît une distribution internationale et obtient de nombreux prix.

## Écrits et publications
- Mémoire pour l’obtention du Prix d'honneur en musique andalouse (30 pages, en arabe), Rabat 1993. La musique arabo-andalouse (p. 73-81) et Mohamed Ben l-‘Arbi Temsamani : un maître qui vient de nous quitter(p. 74), dans Horizons Maghrébins, Université de Toulouse-Le Mirail, 43/2000
- Transcription et translittération de Nouba al-Istihlál pour le Centre De  Documentation Musicale de L’Andalousie (316 pages), Grenade 1995.
- Projet de publication pour 2002/2003. Critères sur la transcription de la musique orale (26 pages) pour la revue internationale "Música Oral del Sur"
- Tradition et Modernité en musique (20 p. en arabe), projet de publication dans la revue scientifique de l’Académie Arabe de Musique
- Texte de présentation des compact-disques mentionnés ci-dessous.

## Discographie

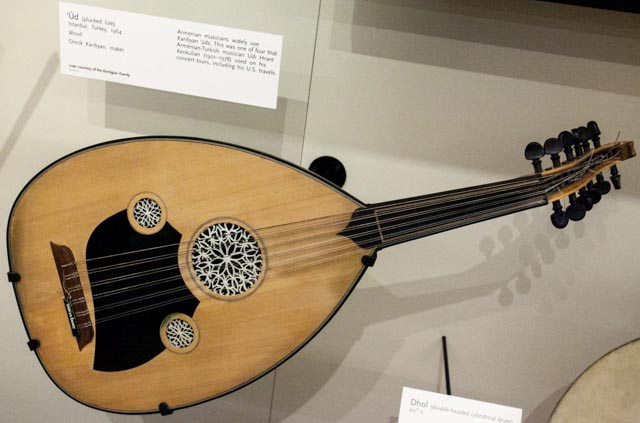
Un 'oud, le luth arabe.

- Ensemble Omar Metioui, Casandalouse, Bsît Rasd-Dayl, Casablanca, 2005
- Ensemble Omar Metioui, Casandalouse, Qâim wa nisf al-Istihlâl, Casablanca, 2004
- Omar Metioui, La fuente del amor secreto, El laúd en la música Andalusí-Magrebí, Pneuma, 2002
- Confrérie Al-Shushtarí, Ibn 'Arabí, L’interprète des désirs, Pneuma, 2002
- Ensemble Ibn Báya, Nûba Rasd d-Dayl, Espagne, Sony Classical, 2000
- Ensemble Ibn Báya, Cantos Sufies de Al Andalus, Espagne, Sony Classical, 2000 (OCLC 733248460)
- Ensemble Omar Metioui, Al-Âla Al-Andalusiyya, Madrid, Pneuma, 1998[7] (OCLC 49340916)
- Confrérie Al-Shushtarí, Dhikr y Samâ', Madrid, Pneuma, 1999 (OCLC 49340358)
- Confrérie Al-Shushtari, Ritual Sufí Andalusí, al-Shushtarí (1212-1269), Espagne, Sony Classical, 1997 (OCLC 223342942)
- Omar Metioui, Obras Maestras Del Canto Andalusí, Ibn Sahl (1212-1251), Espagne, Sony Classical, 1997
- Omar Metioui, Laúd Andalusí (1997, Sony SK 60 077) (Fiche sur medieval.org), (OCLC 807123112)
- Ensemble Ibn Báya, Nûba al-Máya (16-18 juin 1997, Sony SK 63007) (OCLC 52490616)[8]
- Ensemble Ibn Báya, Nûba al-Istihlál (1995, Sony SK 62262) (OCLC 37357486)
- Carlos Núñez, Os amores libres, Espagne, BMG, 1999 (collaboration / Orchestre du Conservatoire de Tanger, Anthologie Al-Âla, Nûba Rásd, 'Iráq  al-'Ajam et al-Máya, Maison des cultures du monde (Paris) et Ministère des Affaires Culturelles du Maroc), 1992 (OCLC 658788956).